# Parque nacional de Isojärvi
El Parque nacional de Isojärvi (finlandés: Isojärven kansallispuisto) se encuentra en la municipalidad de Kuhmoinen, en la región de Pirkanmaa, que hasta 2021 perteneció a la región de Finlandia Central. Abarca 19 km² y se estableció en 1982. El paisaje fluctúa según la altitud y la vegetación está dominada por bosques y pantanos de pino silvestre y pícea. En la zona se han encontrado huellas de asentamientos y cultivos humanos primitivos. El parque nacional está ubicado junto al lago Isojärvi, al cual debe su nombre.
Hay dos senderos naturales (marcados con pintura roja) y varios otros senderos circulares (marcados con pintura azul). La mayoría de los senderos parten del área de estacionamiento de Heretty o Kalalahti. Los senderos varían en longitud y dificultad, siendo de entre 3,5 km y 20 km de largo. Es uno de los parques más grandes de la región, con más de 30 kilómetros de senderos.

## Características

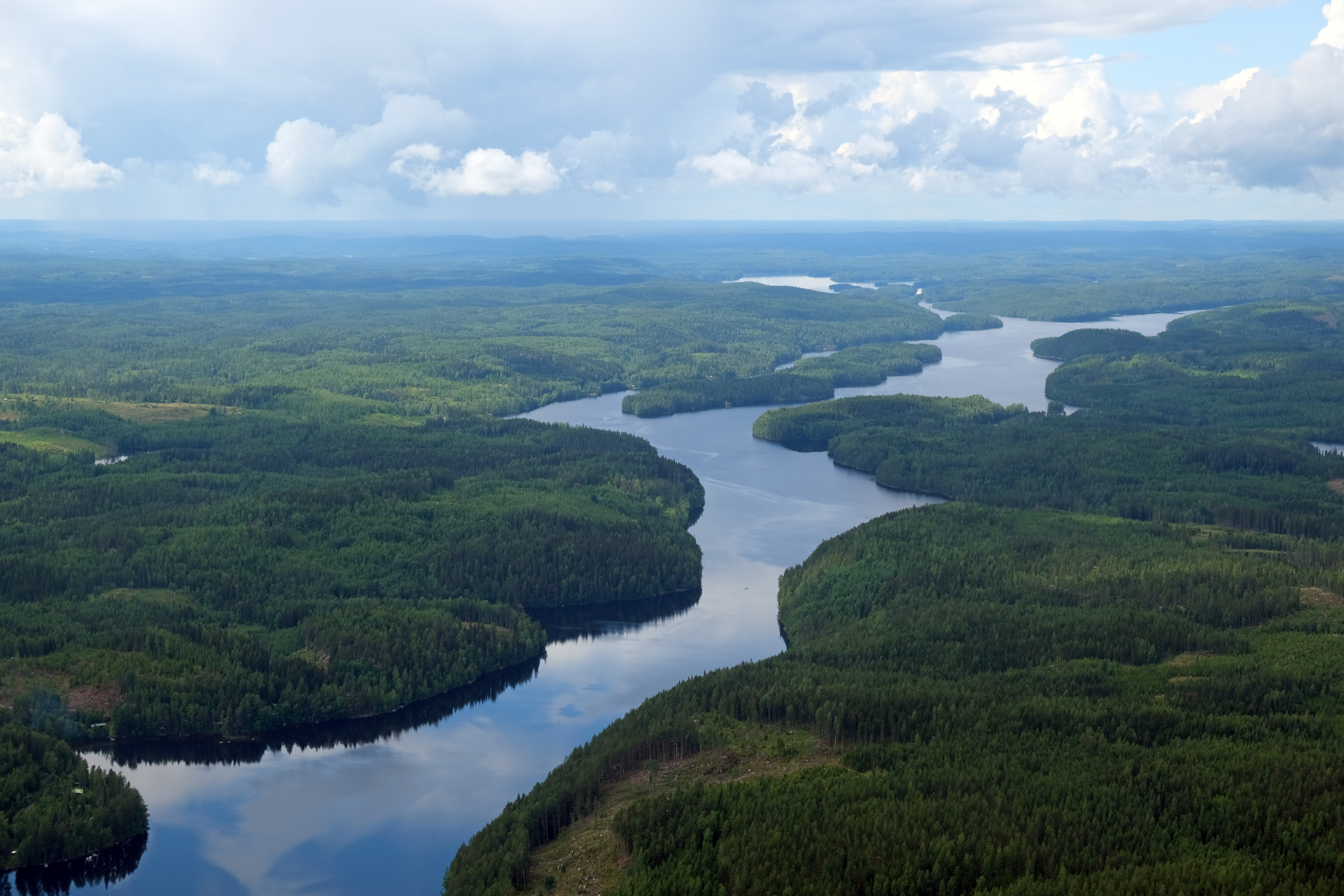
Lago Isojärvi

Los principales atractivos de esta zona son las colinas y los valles que rodean los lagos, donde hay antiguas cabañas de leñadores y, en los ríos, castores. En esta área son comunes los grandes bloques de roca, de los que el más conocido es apodado el Rey de la colina.
La parte más antigua del parque se encuentra en Latokuusikko, donde algunos abetos miden casi 30 metros de altura. La altura media del parque es de 100 m sobre el nivel del mar. Hacia el norte se encuentra el lago Päijänne, y hacia el sur, el lago Längelmävesi. En el lago Kurkijärvi hay un pintoresco puente, y en el lago Isojärvi, de 18 km2 y a 119 m de altitud, las aguas son más profundas, de hasta 69 m, aunque la media es de 16 m. 
El paisaje está formado por colinas y profundos barrancos cubiertos de bosques. El terreno, muy escarpado, se formó hace 200 millones de años formando fisuras que van de noroeste a sudeste. La glaciación movió grandes rocas, pero no se formaron líneas de glaciares del tipo esker. El punto más alto del parque es Vahtervuori, con 219 m de altura. Al este, las aguas fluyen hacia el lago Päijänne desde donde son transportadas por el río Kymijoki hasta el golfo de Finlandia. Al oeste, las aguas desembocan en el lago Kurkijärvi desde donde son transportadas por el río Kokemäenjoki hasta el golfo de Botnia.

## Fauna y flora
En los lagos se aprecia la huella de los castores fácilmente. Hay zonas de árboles muertos porque, al construir sus presa, los castores inundan el bosque, sobre todo en torno al lago Isojärvi. La especie que se encuentra aquí es el castor americano, ya que el europeo fue extinguido en el país a mediados del siglo XIX. Los primeros se introdujeron en la década de 1930 y se vieron construir presas por primera vez en torno al lago Salmijärvi, al este del parque.
La mayoría de los bosque son de coníferas. Hasta el establecimiento del parque, su uso había sido comercial, pero hay algunos bosques vírgenes en las zonas de Kalakorpi, Vahtervuori y Hevosjärvi, de difícil acceso, con numerosos árboles en descomposición, en los que viven especies raras, como el escarabajo Phryganophilus ruficollis. El bosque primario de Latokuusikko posee las píceas más grandes, de hasta 30 m de altura, pero muchas caen, dejando paso al cerezo silvestre, tilos y álamos temblones.